# 对节刺属
对节刺属（学名：Horaninovia）是藜科下的一个属，为一年生草本植物。该属共有约4种，分布于中亚。